# CONCACAF Champions League 2016/17
De CONCACAF Champions League 2016/17 is de negende editie van de CONCACAF Champions League, een jaarlijks voetbaltoernooi voor clubs uit Noord- en Centraal-Amerika en de Caraïben, georganiseerd door de CONCACAF. Sinds 2015 is de officiële naam van het toernooi Scotiabank CONCACAF Champions League. De winnaar plaatst zich voor het WK voor clubs 2017.

## Algemene info

### Deelnemers per land
In totaal nemen 24 teams uit 12 landen deel aan de Champions League, verdeeld over Noord-Amerika (negen deelnemers), Centraal-Amerika (twaalf deelnemers) en de Caraïben (drie deelnemers).
Hieronder de verdeling van de plaatsen:
- Van Mexico en de Verenigde Staten kwalificeerden zich vier teams.
- Van Costa Rica, El Salvador, Guatemala, Honduras en Panama kwalificeerden zich twee teams.
- Van Belize, Canada en Nicaragua kwalificeerde zich één team.
- Van de Caraïben kwalificeerden zich drie teams, die zich plaatsten via het CFU Club Championship.

### Data
De loting voor de groepsfase vond plaats in het Fontainebleau Hotel in Miami Beach, Verenigde Staten. Voor de knock-outfase werd niet geloot, omdat die wedstrijden worden bepaald aan de hand van het aantal punten in de groepsfase.
| Fase          | Ronde       | Datum loting   | Heenwedstrijd        | Terugwedstrijd             |
| ------------- | ----------- | -------------- | -------------------- | -------------------------- |
| Groepsfase    | 30 mei 2016 | Wedstrijddag 1 | 2-4 augustus 2016    | 2-4 augustus 2016          |
| Groepsfase    | 30 mei 2016 | Wedstrijddag 2 | 16-18 augustus 2016  | 16-18 augustus 2016        |
| Groepsfase    | 30 mei 2016 | Wedstrijddag 3 | 23-25 augustus 2016  | 23-25 augustus 2016        |
| Groepsfase    | 30 mei 2016 | Wedstrijddag 4 | 13-15 september 2016 | 13-15 september 2016       |
| Groepsfase    | 30 mei 2016 | Wedstrijddag 5 | 27-29 september 2016 | 27-29 september 2016       |
| Groepsfase    | 30 mei 2016 | Wedstrijddag 6 | 18-20 oktober 2016   | 18-20 oktober 2016         |
| Knock-outfase | geen loting | Kwartfinales   | 21-23 februari 2017  | 28 februari - 2 maart 2017 |
| Knock-outfase | geen loting | Halve finales  | 14 e 15 maart 2017   | 4 e 5 april 2017           |
| Knock-outfase | geen loting | Finale         | 18 april 2017        | 26 april 2017              |

## Teams
Onderstaande tabel geeft alle deelnemers aan deze editie weer, toont in welke ronde de club van start ging en op welke manier ze zich hebben geplaatst.
| Club Tigres UANL     | Kampioen Apertura           | Antigua GFC            | Kampioen Apertura              |
| CF Pachuca           | Kampioen Clausura           | CD Suchitepéquez       | Kampioen Clausura              |
| Pumas UNAM           | Finalist Apertura           | CD Honduras Progreso   | Kampioen Apertura              |
| CF Monterrey         | Finalist Clausura           | CD Olimpia             | Kampioen Clausura              |
| Portland Timbers     | Kampioen                    | CD Árabe Unido         | Kampioen Apertura              |
| New York Red Bulls   | Supporters' Shield          | Plaza Amador           | Kampioen Clausura              |
| FC Dallas            | Nummer 1 Western Conference | Police United FC       | Kampioen Closing               |
| Sporting Kansas City | U.S. Open Cup               | Vancouver Whitecaps FC | Kampioen Canadian Championship |
| Deportivo Saprissa   | Kampioen Apertura           | Real Estelí FC         | Kampioen Apertura              |
| CS Herediano         | Kampioen Clausura           | Central FC             | Winnaar CFU Club Championship  |
| Alianza FC           | Kampioen Apertura           | W Connection FC        | Nummer 2 CFU Club Championship |
| CD Dragón            | Kampioen Clausura           | Don Bosco FC           | Nummer 3 CFU Club Championship |

## Groepsfase
In de groepsfase speelden de 24 deelnemende clubs in acht groepen van drie clubs een minicompetitie. De groepswinnaars kwalificeerden zich voor de kwartfinales. De wedstrijden werden tussen 2 augustus en 20 oktober 2016 gespeeld.
Indien meerdere clubs gelijk eindigden, werd er gekeken naar het onderlinge resultaat (eerst keek men naar de onderling behaalde punten en dan naar het onderlinge doelsaldo en gemaakte uitdoelpunten). Was er dan nog een gelijke stand, dan waren het doelsaldo en de gemaakte doelpunten in alle wedstrijden de volgende criteria, gevolgd door de gemaakte uitdoelpunten in alle wedstrijden. Leverde dit nog geen beslissing op, dan zou er worden geloot.

#### Potindeling
De 24 teams kwamen in drie potten terecht, waarbij ploegen uit hetzelfde land ook in dezelfde pot kwamen, zodat deze niet tegen elkaar zouden loten. Pot 1 bevatte de Caraïbische ploegen, de vertegenwoordigers uit landen die maar één deelnemer hadden (Belize, Canada en Nicaragua) en beide deelnemers uit El Salvador. Pot 2 bevatte de deelnemers uit de overige Centraal-Amerikaanse landen (Costa Rica, Guatemala, Honduras en Panama) en Pot 3 bevatte de deelnemers uit Mexico en de Verenigde Staten.
| Pot 1                  | Pot 1 |
| Team                   |       |
| ---------------------- | ----- |
| Vancouver Whitecaps FC |       |
| Police United FC       |       |
| Alianza FC             |       |
| CD Dragón              |       |
| Real Estelí FC         |       |
| Don Bosco FC           |       |
| Central FC             |       |
| W Connection FC        |       |

| Pot 2                | Pot 2 |
| Team                 |       |
| -------------------- | ----- |
| Deportivo Saprissa   |       |
| CS Herediano         |       |
| Antigua GFC          |       |
| CD Suchitepéquez     |       |
| CD Honduras Progreso |       |
| CD Olimpia           |       |
| CD Árabe Unido       |       |
| Plaza Amador         |       |

| Pot 3                | Pot 3 |
| Team                 |       |
| -------------------- | ----- |
| Club Tigres UANL     |       |
| CF Pachuca           |       |
| Pumas UNAM           |       |
| CF Monterrey         |       |
| Portland Timbers     |       |
| New York Red Bulls   |       |
| FC Dallas            |       |
| Sporting Kansas City |       |

### Groep A
| Nr. | Club                 | Wedstrijden | Wedstrijden | Wedstrijden | Wedstrijden | Doelpunten | Doelpunten | Doelpunten | Punten |
| --- | -------------------- | ----------- | ----------- | ----------- | ----------- | ---------- | ---------- | ---------- | ------ |
| Nr. | Club                 | G           | W           | G           | V           | V          | T          | Saldo      | Punten |
| 1   | Pumas UNAM           | 4           | 3           | 0           | 1           | 15         | 5          | +10        | 9      |
| 2   | CD Honduras Progreso | 4           | 2           | 1           | 1           | 4          | 4          | 0          | 7      |
| 3   | W Connection FC      | 4           | 0           | 1           | 3           | 4          | 14         | −10        | 1      |

| Uitploeg →    | Pumas UNAM | Honduras Pro. | W Conn. |
| Thuisploeg ↓  | Pumas UNAM | Honduras Pro. | W Conn. |
| ------------- | ---------- | ------------- | ------- |
| Pumas UNAM    |            | 2 – 0         | 8 – 1   |
| Honduras Pro. | 2 – 1      |               | 1 – 0   |
| W Conn.       | 2 – 4      | 1 – 1         |         |

### Groep B
| Nr. | Club               | Wedstrijden | Wedstrijden | Wedstrijden | Wedstrijden | Doelpunten | Doelpunten | Doelpunten | Punten |
| --- | ------------------ | ----------- | ----------- | ----------- | ----------- | ---------- | ---------- | ---------- | ------ |
| Nr. | Club               | G           | W           | G           | V           | V          | T          | Saldo      | Punten |
| 1   | Deportivo Saprissa | 4           | 2           | 2           | 0           | 11         | 3          | +8         | 8      |
| 2   | Portland Timbers   | 4           | 2           | 1           | 1           | 7          | 7          | 0          | 7      |
| 3   | CD Dragón          | 4           | 0           | 1           | 3           | 2          | 10         | −8         | 1      |

| Uitploeg →       | Saprissa | Portland Timbers | Dragón |
| Thuisploeg ↓     | Saprissa | Portland Timbers | Dragón |
| ---------------- | -------- | ---------------- | ------ |
| Saprissa         |          | 4 – 2            | 6 – 0  |
| Portland Timbers | 1 – 1    |                  | 2 – 1  |
| Dragón           | 0 – 0    | 1 – 2            |        |

### Groep C
| Nr. | Club                 | Wedstrijden | Wedstrijden | Wedstrijden | Wedstrijden | Doelpunten | Doelpunten | Doelpunten | Punten |
| --- | -------------------- | ----------- | ----------- | ----------- | ----------- | ---------- | ---------- | ---------- | ------ |
| Nr. | Club                 | G           | W           | G           | V           | V          | T          | Saldo      | Punten |
| 1   | Vancouver Whitecaps  | 4           | 4           | 0           | 0           | 10         | 2          | +8         | 12     |
| 2   | Sporting Kansas City | 4           | 1           | 1           | 2           | 6          | 8          | −2         | 4      |
| 3   | Central FC           | 4           | 0           | 1           | 3           | 4          | 10         | −6         | 1      |

| Uitploeg →    | Whitec. | Sporting Kan. | Central |
| Thuisploeg ↓  | Whitec. | Sporting Kan. | Central |
| ------------- | ------- | ------------- | ------- |
| V. Whitecaps  |         | 3 – 0         | 4 – 1   |
| Sporting Kan. | 1 – 2   |               | 3 – 1   |
| Central FC    | 0 – 1   | 2 – 2         |         |

### Groep D
| Nr. | Club           | Wedstrijden | Wedstrijden | Wedstrijden | Wedstrijden | Doelpunten | Doelpunten | Doelpunten | Punten |
| --- | -------------- | ----------- | ----------- | ----------- | ----------- | ---------- | ---------- | ---------- | ------ |
| Nr. | Club           | G           | W           | G           | V           | V          | T          | Saldo      | Punten |
| 1   | CD Árabe Unido | 4           | 4           | 0           | 0           | 12         | 5          | +7         | 12     |
| 2   | CF Monterrey   | 4           | 2           | 0           | 2           | 9          | 5          | +4         | 6      |
| 3   | Don Bosco FC   | 4           | 0           | 0           | 4           | 2          | 13         | −11        | 0      |

| Uitploeg →   | Árabe Unido | Monterrey | Don Bosco |
| Thuisploeg ↓ | Árabe Unido | Monterrey | Don Bosco |
| ------------ | ----------- | --------- | --------- |
| Árabe Unido  |             | 2 – 1     | 2 – 0     |
| Monterrey    | 2 – 3       |           | 3 – 0     |
| Don Bosco    | 2 – 5       | 0 – 3     |           |

### Groep E
| Nr. | Club             | Wedstrijden | Wedstrijden | Wedstrijden | Wedstrijden | Doelpunten | Doelpunten | Doelpunten | Punten |
| --- | ---------------- | ----------- | ----------- | ----------- | ----------- | ---------- | ---------- | ---------- | ------ |
| Nr. | Club             | G           | W           | G           | V           | V          | T          | Saldo      | Punten |
| 1   | CF Pachuca       | 4           | 3           | 1           | 0           | 19         | 4          | +15        | 10     |
| 2   | CD Olimpia       | 4           | 2           | 1           | 1           | 13         | 6          | +7         | 7      |
| 3   | Police United FC | 4           | 0           | 0           | 4           | 1          | 23         | −22        | 0      |

| Uitploeg →    | Pachuca | Olimpia | Police United |
| Thuisploeg ↓  | Pachuca | Olimpia | Police United |
| ------------- | ------- | ------- | ------------- |
| Pachuca       |         | 1 – 0   | 3 – 0         |
| Olimpia       | 4 – 4   |         | 4 – 0         |
| Police United | 0 – 11  | 1 – 5   |               |

### Groep F
| Nr. | Club               | Wedstrijden | Wedstrijden | Wedstrijden | Wedstrijden | Doelpunten | Doelpunten | Doelpunten | Punten |
| --- | ------------------ | ----------- | ----------- | ----------- | ----------- | ---------- | ---------- | ---------- | ------ |
| Nr. | Club               | G           | W           | G           | V           | V          | T          | Saldo      | Punten |
| 1   | New York Red Bulls | 4           | 2           | 2           | 0           | 5          | 1          | +4         | 8      |
| 2   | Alianza FC         | 4           | 1           | 2           | 1           | 5          | 4          | +1         | 5      |
| 3   | Antigua GFC        | 4           | 0           | 2           | 2           | 2          | 7          | −5         | 2      |

| Uitploeg →      | N.Y. Red Bulls | Alianza | Antigua |
| Thuisploeg ↓    | N.Y. Red Bulls | Alianza | Antigua |
| --------------- | -------------- | ------- | ------- |
| N. Y. Red Bulls |                | 1 – 0   | 3 – 0   |
| Alianza         | 1 – 1          |         | 1 – 1   |
| Antigua         | 0 – 0          | 1 – 3   |         |

### Groep G
| Nr. | Club             | Wedstrijden | Wedstrijden | Wedstrijden | Wedstrijden | Doelpunten | Doelpunten | Doelpunten | Punten |
| --- | ---------------- | ----------- | ----------- | ----------- | ----------- | ---------- | ---------- | ---------- | ------ |
| Nr. | Club             | G           | W           | G           | V           | V          | T          | Saldo      | Punten |
| 1   | Club Tigres UANL | 4           | 3           | 0           | 1           | 9          | 3          | +6         | 9      |
| 2   | CS Herediano     | 4           | 1           | 1           | 2           | 4          | 7          | −3         | 4      |
| 3   | Plaza Amador     | 4           | 1           | 1           | 2           | 3          | 6          | −3         | 4      |

| Uitploeg →   | UANL  | Herediano | Plaza Amador |
| Thuisploeg ↓ | UANL  | Herediano | Plaza Amador |
| ------------ | ----- | --------- | ------------ |
| UANL         |       | 3 – 0     | 3 – 1        |
| Herediano    | 1 – 3 |           | 2 – 0        |
| Plaza Amador | 1 – 0 | 1 – 1     |              |

### Groep H
| Nr. | Club             | Wedstrijden | Wedstrijden | Wedstrijden | Wedstrijden | Doelpunten | Doelpunten | Doelpunten | Punten |
| --- | ---------------- | ----------- | ----------- | ----------- | ----------- | ---------- | ---------- | ---------- | ------ |
| Nr. | Club             | G           | W           | G           | V           | V          | T          | Saldo      | Punten |
| 1   | FC Dallas        | 4           | 2           | 2           | 0           | 8          | 4          | +4         | 8      |
| 2   | CD Suchitepéquez | 4           | 1           | 2           | 1           | 4          | 6          | −2         | 5      |
| 3   | Real Estelí FC   | 4           | 0           | 2           | 2           | 3          | 5          | −2         | 2      |

| Uitploeg →    | Dallas | Suchitepéquez | Real Estelí |
| Thuisploeg ↓  | Dallas | Suchitepéquez | Real Estelí |
| ------------- | ------ | ------------- | ----------- |
| Dallas        |        | 0 – 0         | 2 – 1       |
| Suchitepéquez | 2 – 5  |               | 1 – 0       |
| Real Estelí   | 1 – 1  | 1 – 1         |             |

## Knock-outfase
De acht geplaatste ploegen kregen een nummer toegewezen, op basis van hun prestaties uit de groepsfase. Dit werd bepaald aan de hand van het aantal behaalde punten. Mocht dat gelijk zijn, dan werd er vervolgens gekeken naar doelsaldo, gemaakte doelpunten en gemaakte uitdoelpunten. Als dat geen beslissing gaf, werd er gekeken naar het aantal zeges en ten slotte het aantal uitzeges. Indien er dan nog ploegen gelijk stonden, dan zou er worden geloot.
In de kwartfinales werd het team met het laagste nummer gekoppeld aan dat met het hoogste nummer (dus nummer 1 tegen 8, nummer 2 tegen 7, et cetera).
Het schema is zo gemaakt, dat als de vier ploegen met het laagste nummer allemaal zouden winnen, dat dan in de halve finales wederom het team met het laagste nummer tegen het team met het hoogste nummer speelt (dus de winnaar van 1 tegen 8 speelt tegen de winnaar van 4 tegen 5, en de winnaar van 2 tegen 7 speelt tegen de winnaar van 3 tegen 6).
In elke ronde speelt het team met het hogere nummer in de eerste wedstrijd thuis en het team met het lagere nummer in de tweede wedstrijd thuis.
De winnaar van elke wedstrijd is de ploeg met de meeste gescoorde doelpunten over twee wedstrijden. Bij gelijke stand wordt er gekeken naar de ploeg die het meeste uitdoelpunten heeft gemaakt. Is ook dat gelijk, wordt er verlengd. Indien beide ploegen in de verlenging evenveel doelpunten maken, dan worden er strafschoppen genomen (de uitdoelpuntenregel telt in de verlenging dus niet meer).
| Nr. | Team                    | Sp. | W | G | V | DV | DT | DS  | Pnt. |
| --- | ----------------------- | --- | - | - | - | -- | -- | --- | ---- |
| 1   | Vancouver Whitecaps (C) | 4   | 4 | 0 | 0 | 10 | 2  | +8  | 12   |
| 2   | CD Árabe Unido (D)      | 4   | 4 | 0 | 0 | 12 | 5  | +7  | 12   |
| 3   | CF Pachuca (E)          | 4   | 3 | 1 | 0 | 19 | 4  | +15 | 10   |
| 4   | Pumas UNAM (A)          | 4   | 3 | 0 | 1 | 15 | 5  | +10 | 9    |
| 5   | Club Tigres UANL (G)    | 4   | 3 | 0 | 1 | 9  | 3  | +6  | 9    |
| 6   | Deportivo Saprissa (B)  | 4   | 2 | 2 | 0 | 11 | 3  | +8  | 8    |
| 7   | FC Dallas (H)           | 4   | 2 | 2 | 0 | 8  | 4  | +4  | 8    |
| 8   | New York Red Bulls (F)  | 4   | 2 | 2 | 0 | 5  | 1  | +4  | 8    |

### Wedstrijdschema
|  | Kwartfinales        | Kwartfinales        | Kwartfinales | Kwartfinales |   |                  | Halve finales | Halve finales | Halve finales | Halve finales |  |                  | Finale | Finale | Finale | Finale |  |  |
|  |                     |                     |              |              |   |                  |               |               |               |               |  |                  |        |        |        |        |  |  |
|  | Club Tigres UANL    | 1                   | 3            | 4            |   |                  |               |               |               |               |  |                  |        |        |        |        |  |  |
|  | Pumas UNAM          | 1                   | 0            | 1            |   |                  |               |               |               |               |  |                  |        |        |        |        |  |  |
|  | Pumas UNAM          | 1                   | 0            | 1            |   | Club Tigres UANL | 2             | 2             | 4             |               |  |                  |        |        |        |        |  |  |
|  |                     |                     |              |              |   | Club Tigres UANL | 2             | 2             | 4             |               |  |                  |        |        |        |        |  |  |
|  |                     | Vancouver Whitecaps | 0            | 1            | 1 |                  |               |               |               |               |  |                  |        |        |        |        |  |  |
|  | New York Red Bulls  | Vancouver Whitecaps | 0            | 1            | 1 | 1                | 0             | 1             |               |               |  |                  |        |        |        |        |  |  |
|  | New York Red Bulls  |                     |              |              |   | 1                | 0             | 1             |               |               |  |                  |        |        |        |        |  |  |
|  | Vancouver Whitecaps | 1                   | 2            | 3            |   |                  |               |               |               |               |  |                  |        |        |        |        |  |  |
|  | Vancouver Whitecaps | 1                   | 2            | 3            |   |                  |               |               |               |               |  | Club Tigres UANL | 1      | 0      | 1      |        |  |  |
|  |                     |                     |              |              |   |                  |               |               |               |               |  | Club Tigres UANL | 1      | 0      | 1      |        |  |  |
|  |                     | CF Pachuca          | 1            | 1            | 2 |                  |               |               |               |               |  |                  |        |        |        |        |  |  |
|  | FC Dallas           | CF Pachuca          | 1            | 1            | 2 | 4                | 1             | 5             |               |               |  |                  |        |        |        |        |  |  |
|  | FC Dallas           |                     |              |              |   | 4                | 1             | 5             |               |               |  |                  |        |        |        |        |  |  |
|  | CD Árabe Unido      | 0                   | 2            | 2            |   |                  |               |               |               |               |  |                  |        |        |        |        |  |  |
|  | CD Árabe Unido      | 0                   | 2            | 2            |   | FC Dallas        | 2             | 1             | 3             |               |  |                  |        |        |        |        |  |  |
|  |                     |                     |              |              |   | FC Dallas        | 2             | 1             | 3             |               |  |                  |        |        |        |        |  |  |
|  |                     | CF Pachuca          | 1            | 3            | 4 |                  |               |               |               |               |  |                  |        |        |        |        |  |  |
|  | Deportivo Saprissa  | CF Pachuca          | 1            | 3            | 4 | 0                | 0             | 0             |               |               |  |                  |        |        |        |        |  |  |
|  | Deportivo Saprissa  |                     |              |              |   | 0                | 0             | 0             |               |               |  |                  |        |        |        |        |  |  |
|  | CF Pachuca          | 0                   | 4            | 4            |   |                  |               |               |               |               |  |                  |        |        |        |        |  |  |

### Kwartfinales
| Team 1             | Tot.  | Team 2              | 1e wedstr. | 2e wedstr. |
| ------------------ | ----- | ------------------- | ---------- | ---------- |
| New York Red Bulls | 1 – 3 | Vancouver Whitecaps | 1 – 1      | 0 – 2      |
| FC Dallas          | 5 – 2 | CD Árabe Unido      | 4 – 0      | 1 – 2      |
| Deportivo Saprissa | 0 – 4 | CF Pachuca          | 0 – 0      | 0 – 4      |
| Club Tigres UANL   | 4 – 1 | Pumas UNAM          | 1 – 1      | 3 – 0      |

### Halve finales
| Team 1           | Tot.  | Team 2              | 1e wedstr. | 2e wedstr. |
| ---------------- | ----- | ------------------- | ---------- | ---------- |
| Club Tigres UANL | 4 – 1 | Vancouver Whitecaps | 2 – 0      | 2 – 1      |
| FC Dallas        | 3 – 4 | CF Pachuca          | 2 – 1      | 1 – 3      |

### Finale
| Team 1           | Tot.  | Team 2     | 1e wedstr. | 2e wedstr. |
| ---------------- | ----- | ---------- | ---------- | ---------- |
| Club Tigres UANL | 1 - 2 | CF Pachuca | 1 – 1      | 0 – 1      |

| Winnaar CONCACAF Champions League 2016/17 |
| ----------------------------------------- |
| CF Pachuca 5e titel                       |